# Ferdinand Metzenauer
Ferdinand Metzenauer (* 24. März 1908 in Lonka; † 5. März 1968 in Silbersbach bei Lam) war ein bekannter deutscher Komponist und Autor im Schach.

## Schachkomposition
Metzenauer erlernte mit 17 Jahren das Schachspiel. Zwar erlangte er im Turnierschach eine passable Spielstärke, doch befasste er sich lieber mit Schachaufgaben. Seine erste veröffentlichte er 1928, insgesamt komponierte er mehr als 500, vorwiegend Zwei- und Mehrzüger. Häufig gewann er auf Turnieren den 1. Preis, fünf Dreizüger wurden in das FIDE-Album 1914–1944/II aufgenommen. 1938 wurde er Bayerischer Problemmeister.

## Die Münchner Idee
Im Januar 1934 veröffentlichte Metzenauer in der Zeitschrift Die Schwalbe seine sogenannte Münchner Idee. Werner Sidler definierte dieses Thema so: Im Hauptplan verfügt Schwarz gegen eine weiße Drohung über eine schädliche Verteidigungs-Parade. Infolge Selbstbehinderung ist Weiß jedoch nicht in der Lage, diese Schädigung auszunutzen. Durch ein entsprechendes Vorplan-Manöver wird die schwarze Verteidigung ausgeschaltet, so dass die ursprüngliche Schädigung von Weiß genutzt werden kann. (Schweizerische Schachzeitung, 2002, Heft 6, Seite 33).
|   | a | b | c | d | e | f | g | h |   |
| 8 |   |   |   |   |   |   |   |   | 8 |
| 7 |   |   |   |   |   |   |   |   | 7 |
| 6 |   |   |   |   |   |   |   |   | 6 |
| 5 |   |   |   |   |   |   |   |   | 5 |
| 4 |   |   |   |   |   |   |   |   | 4 |
| 3 |   |   |   |   |   |   |   |   | 3 |
| 2 |   |   |   |   |   |   |   |   | 2 |
| 1 |   |   |   |   |   |   |   |   | 1 |
|   | a | b | c | d | e | f | g | h |   |

Dies ist die Münchner Idee:
Es scheitert sowohl 1. c3? (droht Sc2 matt) an Tf1! als auch 1. c4? (droht Sc2 matt) an Tg1!
Lösung:
1. Df8! (droht Da8 matt) Te3 (oder Th3)

2. c3! Tg1

3. Ta4 matt.
Falls 1. … Tfg3

2. c4! Tg1

3. Ta3 matt
Eine weitere Darstellung dieses Themas findet man bei Siegfried Brehmer.

## Leben
In Ungarn geboren, zog Metzenauer 1913 mit seiner deutschen Mutter nach München. Hier arbeitete er als kaufmännischer Angestellter. Im Zweiten Weltkrieg geriet er in Gefangenschaft. Nach seiner Rückkehr lebte er bis an sein Lebensende in Silbersbach in der Nähe von Lam im Bayerischen Wald. Mit seiner Ehefrau betrieb er eine eigene Gärtnerei.